# Josep Maria Quintana
Josep María Quintana Petrus (Alayor, 1950) es un escritor español. Pertenece a una familia de menestrales, inició sus estudios de bachillerato en Alayor. Estudió humanidades y filosofía en el seminario de Menorca en Ciudadela. También estudió derecho y letras en Barcelona donde se licenció entre 1974-1976. Está casado y tiene tres hijos.Candidato al Senado en 1982 que no consiguió el acta.
Profesiones que ha tenido a lo largo de su vida:
- Fue profesor del instituto de Ciudadela en 1975-1976.
- Profesor colaborador de los derechos civiles en la Facultad de Derecho en la Universidad de Barcelona.
- Registrador de la propiedad y mercantil de Ciudadela desde 1980.
- Presidente del Ateneo de Mahón (1981-1987).
- Miembro del Consejo Consultivo de las Islas Baleares desde 1993 hasta 2001.
- Formó parte de la Comisión Asesora del Derecho Civil de las Islas Baleares (2000-2003).
- Forma parte también del Consejo Científico del Instituto de Estudios Baleáricos.
- Presidente de la Fundación Rubió de 2011 a 2015.
- Fue miembro del Consejo de Administración de COMOSA.

Escribió su primera obra llamada “Menorca Segle XX. De la Monarquia a la República” (1976). Con esta obra ganó el premio Ateneo de Mahón en el 1973. A partir de ese momento, Quintana inició su gran profesión como escritor.
En la década de los ochenta se dedicó exclusivamente a escribir obras de derecho.

## Obra

### Historia, literatura o ensayo
- Retorn a solterra (novela de 1991).
- Aquella nit d'òpera (novela de 1994).
- Maó (1996).
- Oficis de tenebra (novela de 1998).
- Els Nikolaidis (2006). Es una novela sobre la historia de una familia de origen griego (los Ladiko), que se instalaron en Mahón en el siglo XVIII. Esta obra narra como consiguieron fortuna y poder durante la ocupación británica de la isla.
- Les revolucions perdudes (2008).

### Derecho
- El Estatuto de Autonomía de las Islas Baleares (1981).
- De la naturaleza de las aguas en el derecho español (1987).
- La compravenda amb pacte de obrevivència en el dret civil de Catalunya (1989).
- Derecho de aguas (1990 primera edición y 1992 la segunda).